# 利奥波德四世 (安哈尔特)
利奥波德·腓特烈（Leopold Frederick；1794年10月1日—1871年5月22日），是德國阿斯坎尼王朝的親王。
自1817年至1853年，他是安哈特-德紹公國的統治者；同時他在1847年至1853年也是安哈特-科滕公國的統治者。此後到1863年，安哈特-德紹公國與安哈特-科滕公國合併為安哈特-德紹-科滕公國，利奥波德成為該公國唯一公爵；1863年安哈特-德紹-克滕公國統一為新的安哈特公國，他同時成為第一任安哈特公爵。
利奥波德1794年出生于德绍，是腓特烈王子和黑森-洪堡的阿瑪莉埃的長子。
由於父親在腓特烈在1814年逝世，利奥波德自此成為安哈特-德紹公國的繼承人。

## 家庭
1818年，利奧波德與普魯士的弗蕾德里克結婚，兩人共有1子2女：
1. 阿格尼絲（1824年—1897年），薩克森-阿爾滕堡公爵夫人
2. 腓特烈（1831年—1904年），安哈特公爵
3. 瑪麗亞·安娜（1837年—1906年）